# Felix Baumgartner
Pour les articles homonymes, voir Baumgartner.
Felix Baumgartner, né le 20 avril 1969 à Salzbourg (Autriche) et mort le 17 juillet 2025 à Porto Sant'Elpidio (Italie), est un parachutiste et sauteur extrême autrichien. Il bat plusieurs records du monde dont, le 14 octobre 2012, celui du saut le plus haut (38 969,4 m), devenant le premier à dépasser le mur du son en chute libre à Mach 1,25 (1 357,6 km/h).

## Biographie
Depuis son plus jeune âge, Felix Baumgartner est passionné de parachutisme, de vol et de chute libre. À 16 ans, il s'engage pour cinq ans dans l'armée autrichienne. C'est à cette époque qu'il se perfectionne dans les sauts aériens en s'entraînant à atterrir dans de petites zones ciblées et devient ainsi sauteur parachutiste. Il effectue son premier saut à 18 ans, puis l'année suivante, en 1988, il s'intéresse au saut extrême, activité qui lui permet ainsi de sauter de divers endroits originaux mais dangereux tels que des ponts et des tours. Il est connu pour être un Rekordjäger (« chasseur de records »). Le 14 octobre 2012, il est le premier homme à franchir le mur du son en chute libre après avoir sauté d'une altitude de 39 376 mètres.

### Base-jump

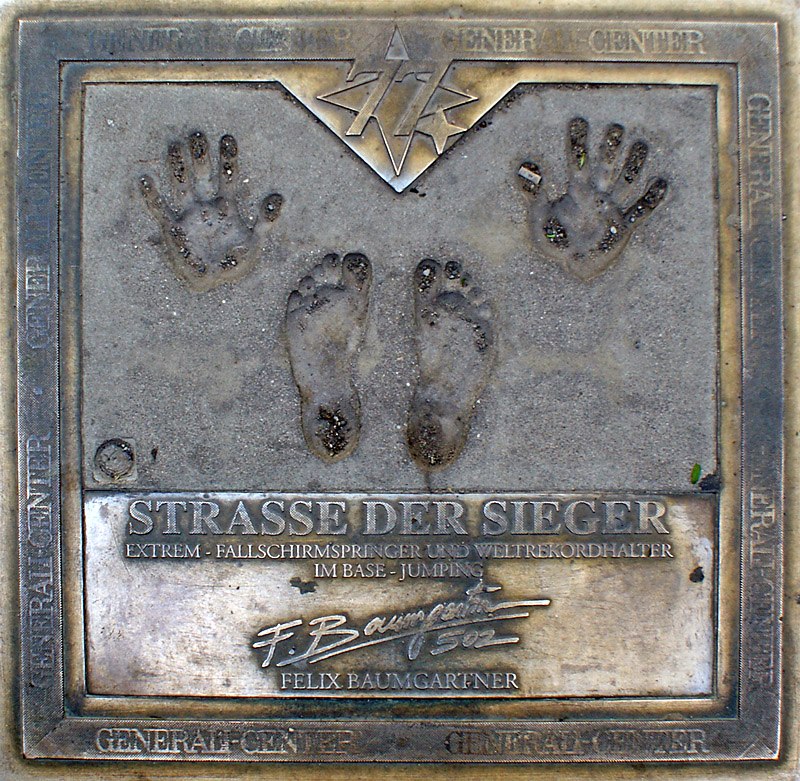
Plaque de Felix Baumgartner à la Straße der Sieger (« rue des vainqueurs ») à Vienne.

En 1999, Felix Baumgartner établit le record du monde du plus haut saut en parachute depuis un immeuble (base-jump) en sautant des tours Petronas de Kuala Lumpur en Malaisie. Le 7 décembre 1999, il établit le record du monde de saut extrême le plus bas jamais effectué, en sautant de la main du Christ Rédempteur de Rio de Janeiro au Brésil.

### Traversée de la Manche en chute non motorisée
Le 31 juillet 2003, il est la première personne à traverser la Manche en chute non motorisée en utilisant une aile en fibre de carbone fabriquée spécialement pour cet événement.
Le 27 juin 2004, Felix Baumgartner est également le premier à effectuer un base-jump depuis le viaduc de Millau en France, ainsi que le premier à atterrir en parachute sur ce même ouvrage.
Le 18 août 2006, il fait un saut extrême du Turning Torso, gratte-ciel de 190 m situé à Malmö en Suède.
Le 12 décembre 2007, il est la première personne à sauter du 91e étage du gratte-ciel Taipei 101 à Taipei, capitale de Taïwan qui à cette époque est le plus haut immeuble au monde.

### Franchissement du mur du son

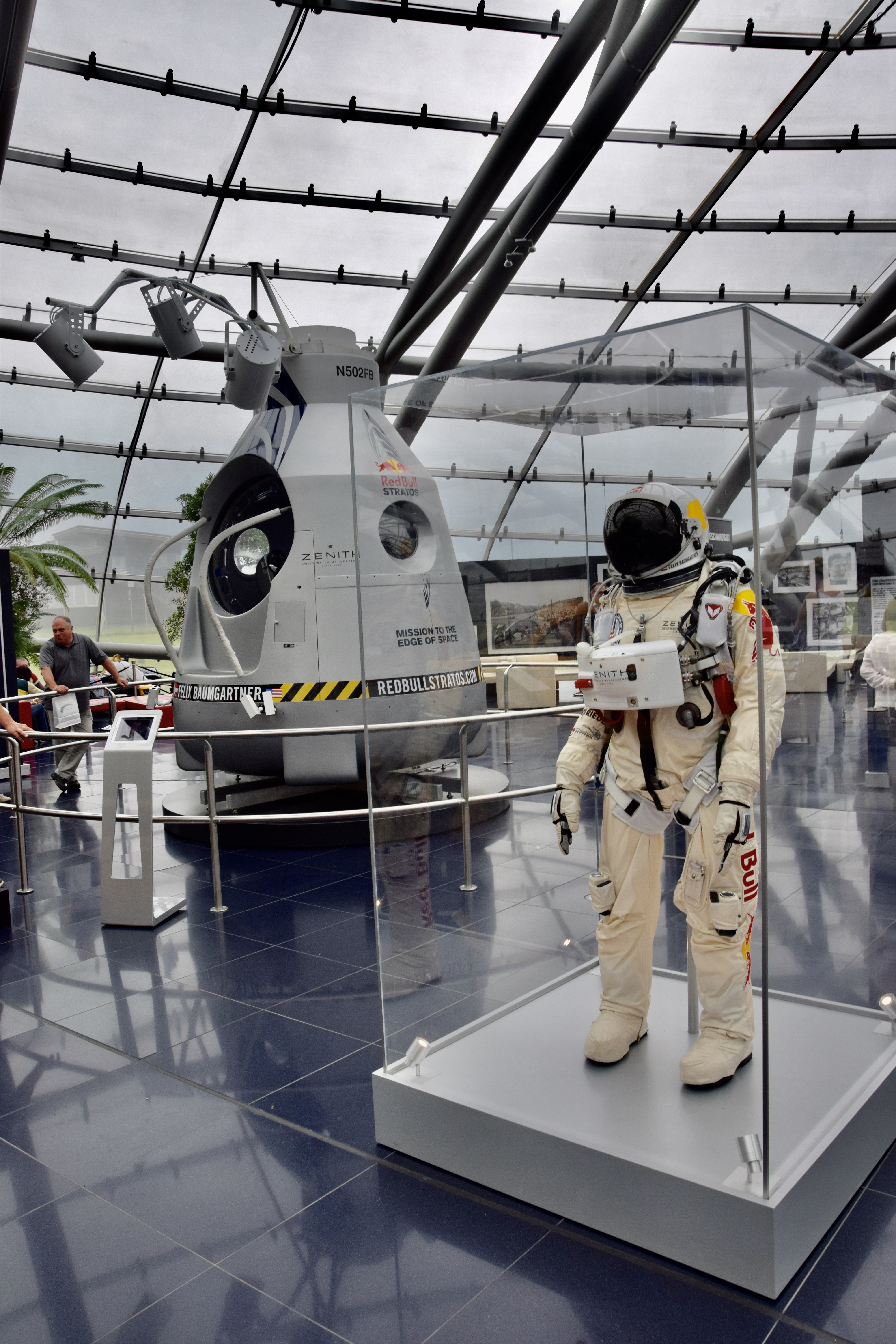
La capsule Stratos et la combinaison de Felix Baumgartner, exposés au National Air and Space Museum.

Le 14 octobre 2012, Felix Baumgartner est le premier à franchir le mur du son en chute libre en atteignant Mach 1,25 (1 357,6 km/h), 65 ans jour pour jour après le premier franchissement du mur du son en avion par Chuck Yeager.
Équipé d'une combinaison pressurisée munie d'un récepteur GPS et d'une centrale inertielle permettant de mesurer sa vitesse et son orientation, ainsi que d'un enregistreur pour la validation de ses records, Felix Baumgartner prend place dans une capsule suspendue à un ballon gonflé à l'hélium et haut de 101 à 180 m (selon l'altitude et la pression), qui le hisse dans la stratosphère : il s'en élance à l'altitude de 38 969,4 mètres, et effectue une chute libre de 36 402,6 m, ouvrant son parachute à 2 566,8 m et battant ainsi les records du monde d'altitude atteinte par un homme en ballon, d'altitude de saut en parachute et de chute libre, homologués par la Fédération aéronautique internationale (FAI).
Baumgartner explique avoir modifié sa façon d'envisager les sauts en faisant la synthèse de ses rêves de jeunesse et de l'expérience acquise au fil de sa carrière.

#### Prémices du projet
En janvier 2010, Felix Baumgartner conclut avec une équipe de scientifiques le projet Red Bull Stratos, en vue de battre le record du plus haut saut en parachute. Le projet de Baumgartner était de réaliser un saut depuis la stratosphère à une hauteur de 36 600 m au départ d'une capsule suspendue à un ballon stratosphérique gonflé à l'hélium, avec l'intention d'être le premier parachutiste à passer le mur du son,,.
Joseph Kittinger qui, avec le projet Excelsior, détenait le record du monde que Baumgartner voulait battre, l'a conseillé afin que les scientifiques puissent récolter des données sur la génération future des combinaisons pressurisées,.
Le 18 octobre 2010, Red Bull annonce qu'il arrête ce projet, à la suite du dépôt de plainte en avril auprès de la Cour suprême de Californie, à Los Angeles, de Daniel Hogan, un entrepreneur revendiquant la paternité du concept de saut en parachute depuis la stratosphère et accusant Red Bull de lui avoir volé l'idée. L'action en justice est résolue à l'amiable en juin 2011. Le 5 février 2012, le journal The Daily Telegraph annonce que le projet sera réalisé.

#### Essais
Le 15 mars 2012, équipé d'une combinaison pressurisée, Felix Baumgartner réalise le premier des deux sauts test depuis 21 818 m. Durant ce saut d'entraînement, il reste durant 3 min 43 s en chute libre et atteint une vitesse de plus de 580 km/h. Au total, le saut dura 8 min 8 s. Il devient le troisième à effectuer sans dommage un saut en parachute d'une hauteur de plus de 21,7 km. Le 25 juillet 2012, il saute en parachute d'une altitude de 29 456 m, atteignant la vitesse de 805 km/h.

#### Tentatives annulées
Le 9 octobre 2012, il prévoit de sauter de 120 000 pieds de haut (plus de 36 000 m). Cependant l'opération est annulée à cause des conditions météorologiques, et plus particulièrement à cause de vents forts, ainsi qu'une nouvelle tentative le lendemain.

#### Tentative réussie

##### Lancement
Le lancement du ballon stratosphérique a eu lieu le 14 octobre 2012 à 17 h 31, heure française, supervisé par un centre de contrôle (mission control) basé à Roswell dans l'État américain du Nouveau-Mexique et retransmis en direct sur le site internet du projet, sur YouTube ainsi que sur de nombreuses chaînes de télévision.

##### Ascension
Le ballon rempli d'hélium atteint l'altitude de 10 000 m en 26 minutes, à une vitesse variant de 5,2 m/s à 5,8 m/s, puis celle de 20 000 m en 1 h 5 min, le véteran Joseph Kittinger restant tout ce temps en contact radio avec Felix Baumgartner.
L'altitude de 39 000 m est atteinte à deux reprises, une première fois après 2 h 29 min d'ascension et une deuxième fois après 2 h 34 min. La plus haute altitude de saut (38 969 m) est atteinte après 2 h 35 min 40 s. 2 h 37 min après le lancement, et après la vérification avec Kittinger des nombreux points de la check-list, Baumgartner s'élance à 38 969,40 m d'altitude dans une chute libre de 4 min 19 s et 36 402,6 m, devenant le premier homme à dépasser le mur du son sans propulsion et atteignant la vitesse maximale de 1 342,8 km/h — au bout de (45,5 ± 0,5) secondes — avant d'ouvrir son parachute à 2 566,8 m d'altitude (et une vitesse d'environ 200 km/h) et de se poser sans encombre après une chute totale de 9 min 3 s.

##### Records
Lors de ce vol en ballon et de ce saut, Felix Baumgartner a battu quatre records, homologués par la Fédération aéronautique internationale :
- record d'altitude pour un vol en ballon habité (39 068 m ; le précédent record de 34 668 m détenu par Victor Prather et Malcolm Ross depuis 1961 a été battu par Baumgartner après 2 h 1 min 54 s d'ascension) ;
- record du saut le plus haut du monde à 38 969,40 m d'altitude[5] ;
- record de chute libre avec 36 402,6 m[5] ;
- premier homme à dépasser le mur du son en chute libre, avec une vitesse de 1 357,6 km/h et Mach 1,25[5]. Il franchit donc le mur du son 65 ans jour pour jour après Chuck Yeager, qui fut le premier homme à franchir cette barrière grâce à un avion à moteur fusée.

Le 16 août 1960, le colonel Joseph Kittinger, pilote de l'US Air Force, avait sauté d'une altitude de 31 300 mètres, atteint une vitesse de plus de Mach 0,9. Sa chute libre avait duré 4 min 32 s (contre 4 min 19 s pour Baumgartner) mais la performance n'avait pas été homologuée, car Kittinger n'avait pas déclenché lui-même l'ouverture de son parachute mais celui-ci s'était ouvert grâce à la procédure d'urgence. Baumgartner s'est donc vu attribuer le record de durée de chute[réf. nécessaire].
À l'exception de la vitesse de chute, ses records sont battus le 24 octobre 2014 par Alan Eustace qui a sauté de 41 419 m.

### Mort
Le 17 juillet 2025, Felix Baumgartner meurt dans un accident de paramoteur à Porto Sant'Elpidio, dans la province de Fermo, en Italie,,. Selon le Corriere della Sera et La Repubblica, il aurait perdu le contrôle de son parapente après un malaise vers 16 h puis se serait écrasé dans une cabane en bois près d'une piscine du camping familial Le Mimose. Une femme a été blessée par des débris de l'impact,,. Les premiers éléments de l'enquête indiquent qu'il était déjà décédé au moment de l'impact,,.
Le journal italien Il Resto del Carlino rapporte que l'étude du parapente accidenté de Felix Baumgartner montre que l'accident a pour cause le décrochement d'une caméra d'action qui a ensuite percuté en plein vol le rotor de propulsion du parapente, faisant ainsi chuter l'engin. Ainsi, contrairement aux premières hypothèses émises, Felix Baumgartner était bien conscient au moment de l'impact dans la piscine. Le crash a fracturé la partie inférieure de sa colonne vertébrale et provoqué une lésion de la moelle épinière, ce qui a entraîné son décès.

## Prises de position et polémiques
Deux semaines après avoir établi son record de 2012, Félix Baumgartner manifeste des opinions anti-démocratiques lors d'un entretien au quotidien autrichien Kleine Zeitung en se déclarant partisan d'une « dictature modérée dirigée par des personnalités expérimentées issues de l'économie privée »,. « Tu ne peux rien modifier dans une démocratie », a-t-il affirmé, tout en assurant « ne pas vouloir s'engager en politique ». Il justifie dans ce même entretien son exil fiscal en Suisse.
En 2016, sur son compte Facebook, il accuse les États-Unis d'avoir orchestré sciemment la crise des migrants pour déstabiliser l'Europe. Il juge désastreuse la politique d'accueil d'Angela Merkel, revenant selon lui à « abandonner notre identité et notre culture » et à les « mélanger avec une religion et une idéologie totalement différentes » . Il apporte son soutien au Premier ministre hongrois Viktor Orbán, estimant qu'il méritait plus le prix Nobel de la paix que Barack Obama.

## Sport automobile
Félix Baumgartner participe à de nombreuses courses automobiles, notamment aux 24 Heures du Nürburgring.

## Ouvrage
- Ma vie en chute libre : Mémoires supersoniques, autobiographie, Flammarion, 2013, 221 pages.

## Honneur
Le saut depuis la stratosphère de Felix Baumgartner fait l'objet de l'exercice de physique du baccalauréat français de juin 2015 en série scientifique.
L'astéroïde (239716) Felixbaumgartner est nommé en son honneur.